# Название Шри-Ланки
Шри-Ланка (синг. ශ්‍රී ලංකා, Śrī Lankā; там. இலங்கை, Ilaṅkai) — государство, известное в истории под разными названиями. Современное название происходит от санскритских слов «шри» («славный, великолепный, благословенный») и «ланка» («земля»). Под британским господством остров был известен как Цейлон с 1815 по 1972 год. Современное официальное название страны — Демократическая Социалистическая Республика Шри-Ланка (синг. ශ්‍රී ලංකා ප්‍රජාතාන්ත්‍රික සමාජවාදී ජනරජය, там. இலங்கை சனநாயக சோசலிசக் குடியரசு).

## Исторические варианты названия

### Ланка
«Ланка» — название, данное острову в индийской эпической поэме «Рамаяна». Есть точка зрения, что название «Ланка» происходит от тамильского слова «ilanku» (இலங்கு), что означает «сиять» или «сверкать»; таким образом, название «Ланка» обозначает «то, что блестит». По-видимому, это название обусловлено сверканием золота и драгоценных камней, найденных на поверхности острова.
Другая теория гласит, что слово «Ланка» означает просто «остров». Это слово из австроазиатских языков и широко используется аборигенами Центральной и Восточной Индии для обозначения островов. Аборигены Шри-Ланки — ведды — говорят на языке ведда, который является креольским языком на основе сингальского и предположительно древнего языка веддов, который не зафиксирован наукой. Поскольку Шри-Ланка — крупнейший остров Юго-Восточной Азии, вероятно, нарицательное «ланка» для него стало именем собственным. На сингальском языке Lak-vaesiyaa означает жителя острова Ланка. Lak-diva на древнесингальском означает «остров Ланка». Другим традиционным сингальским названием для Шри-Ланки было Lakdiva, где фрагмент -diva также означал «остров». Ещё одно традиционное название острова — Lakbima. Компонент Lak в обоих случаях снова получен из Lanka. Это же название могло в тамильском языке принять форму Ilankai (для тамильского языка характерно добавление «i» перед начальным «l»).

### Цейлон, Серендип и связанные с ними названия
Длительное время остров был известен под названием «Цейлон», которое имеет длинную историю, восходящую к древности. Одна из теорий происхождения этого названия выводит топоним из древнетамильского слова Cerentivu, что означает буквально «Остров Черас», тамильский термин, означающий «холм». Другая теория гласит, что это название, происходит от санскритского слова Siṃhaladvīpaḥ (где компонент Siṃhalaḥ означает «Шри Ланка» и dvīpaḥ — «остров»). Остров был известен римлянам как Серендиви, арабам как Серрандиб и персам как Серендип; от него происходит слово «серендипность» (термин, происходящий из английского языка и обозначающий способность, делая глубокие выводы из случайных наблюдений, находить то, чего не искал намеренно). Отсюда же пошло и древнегреческое название острова — «Силен Дива», а также названия на многих европейских языках: лат. Seelan, порт. Ceilão, исп. Ceilán, фр. Selon или Ceylan, нидерл. Zeilan, Ceilan и Seylon, англ. Ceylon. Птолемей назвал остров «Салике», а его и жителей — «Салаи».
Ещё одно известное название Шри-Ланки — «Хелабима», что означает «земля сингалов». В Бхагавата-пуране и легендарной хронике XII века Раджатарангини, написанной на санскрите, остров именуется Siṃhāla. Это название иногда интерпретируется как «обитель львов» и приписывается некогда существовавшему обилию львов на острове.

### Тапробана
Согласно некоторым легендам, принц Виджая, прибыв на остров, дал ему название «Тамрапарни». Это слово может быть переведено как «лист медного цвета», из слов «Тамирам» («медь» на санскрите) и «варни» (цвет). Другая точка зрения — что «Тамара» означает «красный» и «парани» — «дерево», поэтому название в целом может означать «дерево с красными листьями». Тамрапарни — также древнее название реки близ города Тирунелвели, бывшего столицей королевства Пандья, расположенного в индийском штате Тамилнад. Это название на языке пали записывается как Tambaparni.
В греческий язык название в виде Тапробана ввёл известный путешественник Мегасфен в IV веке до нашей эры. Греческое название было адаптировано на средневековом ирландском языке (в «Книге захватов») как Deprofane (Recension 2) и Tibra Faine (Recension 3). «Книга захватов» размещала остров у побережья Индии, предположительно в одной из стран, откуда вышли мифологические предки ирландцев — сыновья Миля.
Название «Тапробана» для острова оставалось в употреблении в средневековой Европе, наряду с другими названиями — персидским Серендипом, «Трапробаной», упомянутой в первой строфе «Лузиады» португальского поэта Луиша де Камоэнса. Английский поэт Джон Мильтон использовал это название в своей эпической поэме «Потерянный рай», а Сервантес упоминает фантастическую Тапробану в своём «Дон-Кихоте».

## Название в политическом контексте
Название «Шри-Ланка» активно использовалось движением за независимость Шри-Ланки в первой половине XX века. Название было использовано марксистской партией Ланка Сама Самаджа, основанной в 1935 году. Божественный титул «Шри» был включён в название Партии свободы Шри-Ланки (синг. ශ්රී ලංකා නිදහස් පක්ෂය, Sri Lanka Nidahas Pakshaya), основанной в 1952 году. Название «Республика Шри-Ланка» было официально принято в качестве названия страны в новой конституции 1972 года и изменено на «Демократическая Социалистическая Республика Шри-Ланка» в конституции 1978 года.